# Cleptometopus minor
Cleptometopus minor är en skalbaggsart som först beskrevs av J. Linsley Gressitt 1937.  Cleptometopus minor ingår i släktet Cleptometopus och familjen långhorningar. Inga underarter finns listade i Catalogue of Life.